# 基拉尼三湖
基拉尼三湖（英語：Lakes of Killarney） 位于爱尔兰的西南部，是基拉尼国家公园的中心，每年吸引众多游客来访。包括Lough Leane、Muckross Lake和Upper Lake。

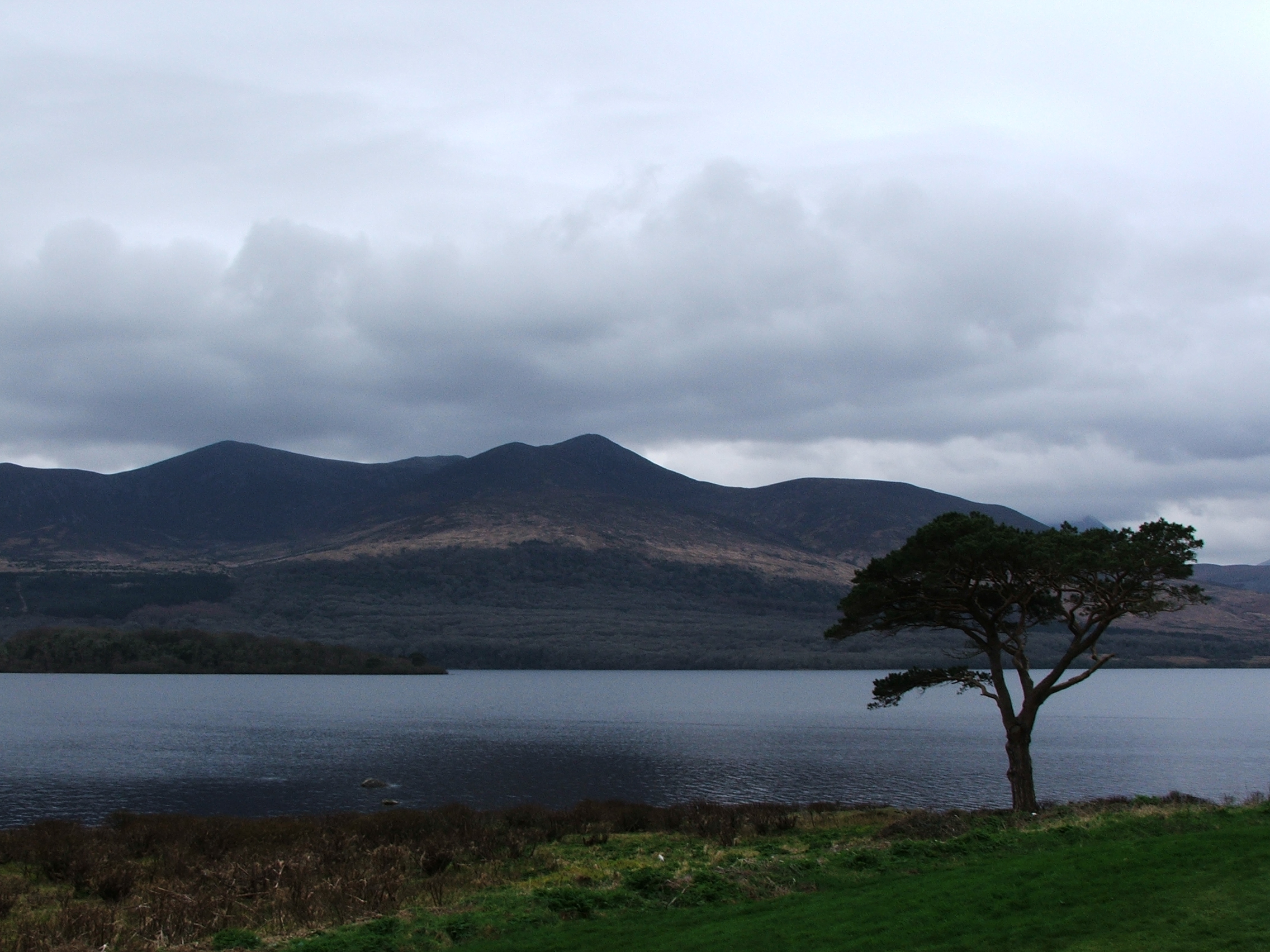
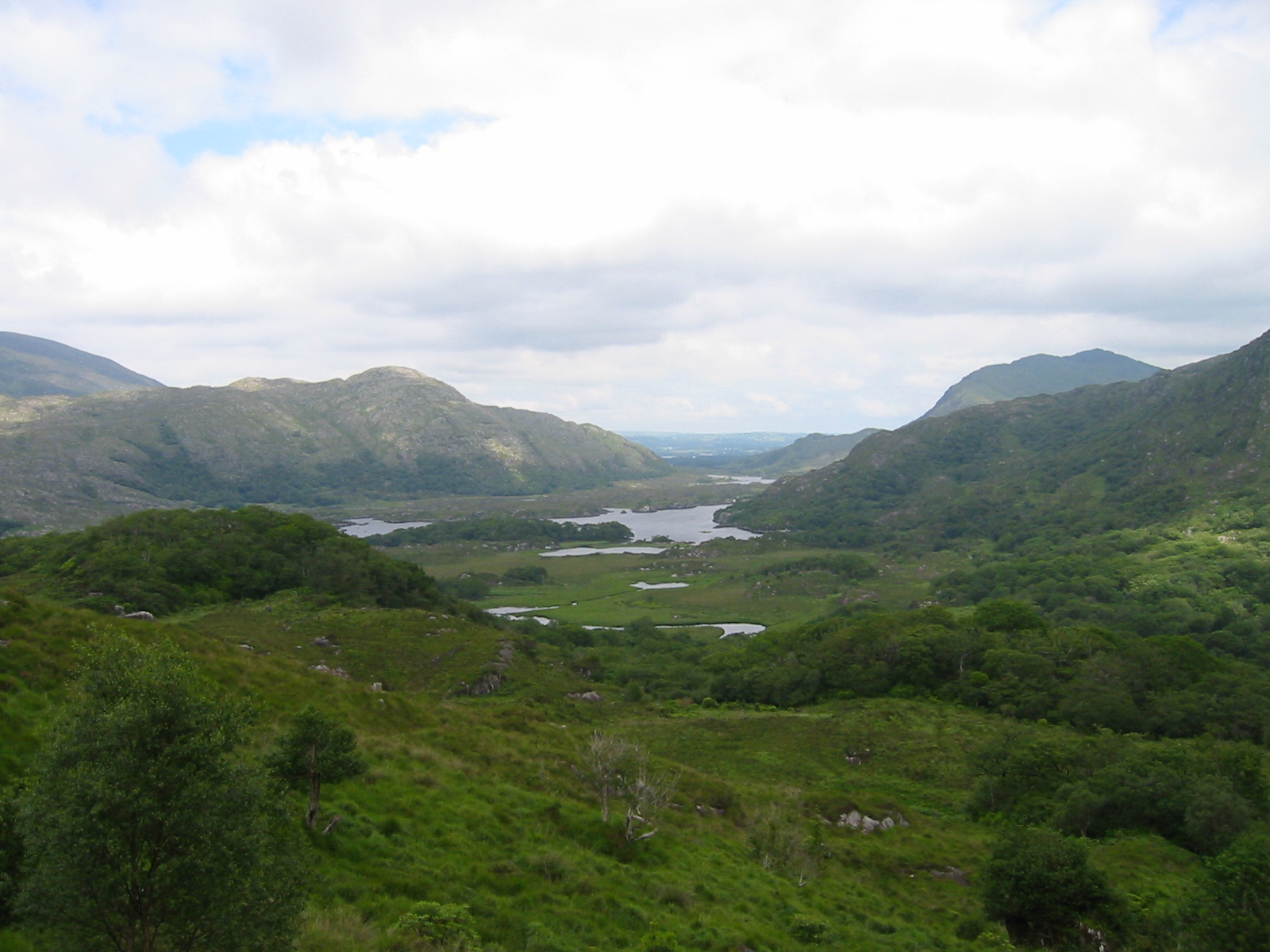